# Rubus chaetocalyx
Rubus chaetocalyx är en rosväxtart som beskrevs av Elmer Drew Merrill. Rubus chaetocalyx ingår i släktet rubusar, och familjen rosväxter. Inga underarter finns listade i Catalogue of Life.